# Кик (Лот и Гарона)
Кик (фр. Cuq) насеље је и општина у југозападној Француској у региону Аквитанија, у департману Лот и Гарона која припада префектури Ажан.
По подацима из 2011. године у општини је живело 286 становника, а густина насељености је износила 16,93 становника/km². Општина се простире на површини од 16,89 km². Налази се на средњој надморској висини од 161 метар (максималној 180 m, а минималној 63 m).

## Демографија
| 1962. | 1968. | 1975. | 1982. | 1990. | 1999. | 2011. |
| ----- | ----- | ----- | ----- | ----- | ----- | ----- |
| 215   | 246   | 253   | 257   | 238   | 254   | 286   |

График промене броја становника у току последњих година